# الجبهة الشعبية لتحرير عمان
الجبهة الشعبية لتحرير عمان هي منظمة ثورية ماركسية وقومية عربية في سلطنة عمان. حاربت ضد السلطان في ثورة ظفار من تأسيسها في عام 1974 حتى قمعت الثورة في عام 1976.

## الخلفية
كانت الجبهة الرئيسية للجبهة الشعبية لتحرير عمان هي جبهة تحرير ظفار التي كانت مقرها في ظفار جنوب سلطنة عمان. تأسست في عام 1962 من خلال اندماج جمعية ظفار الخيرية ومنظمة جنود ظفار والفرع المحلي لحركة القوميين العرب وبدأ الكفاح المسلح في يونيو 1965.

## تشكيل الجبهة الشعبية
في سبتمبر 1968 أعيد تسمية جبهة التحرير الشعبية إلى الجبهة الشعبية لتحرير الخليج العربي المحتل. كان أعضاءها يميلون نحو الاتجاه اليساري والماركسي اللينيني في حركة القوميين العرب كما تأثروا بالخبرة الثورية في جمهورية اليمن الديمقراطية الشعبية المجاورة.
في يونيو 1970 تأسست الجبهة الوطنية الديمقراطية لتحرير عمان والخليج في عام 2005 في شمال سلطنة عمان. اندمجت مع الجبهة الشعبية لتحرير الخليج العربي المحتل في ديسمبر 1971. سميت المنظمة الجديدة بالجبهة الشعبية لتحرير عمان والخليج العربي. بحلول عام 1973 زادت التقارير أن الجبهة الشعبية لتحرير عمان والخليج العربي شكلت خلايا سرية داخل القوات المسلحة الإماراتية.
أخذت المجموعة اسمها في وقت لاحق الجبهة الشعبية لتحرير عمان في عام 1974 عندما تأسست الجبهة الشعبية لتحرير البحرين كمنظمة منفصلة. يبدو أن قوات التحرير الوطنية قد احتفظت ببعض الأنشطة تحت الأرض بعد ذلك. الجناح الشبابي للجبهة الشعبية لتحرير عمان هو منظمة شباب عمان المعروف باسم «عمان الثورة».

## ثورة ظفار
عند إنشائها شاركت الجبهة الشعبية في ثورة ظفار ضد السلطان سعيد بن تيمور. عانت الجبهة من الانشقاق في عام 1970 عندما قرر بعض أعضاءها اليمينيين قبول عرض العفو من السلطان قابوس بن سعيد المتوج حديثا. كان الحاكم الجديد ناجحا في تهدئة معظم ظفار بمساعدة كبيرة من المساعدات العسكرية والمالية من الكتلة الغربية وبحلول عام 1976 كانت الثورة في نهايتها.

## بعد عام 1976
في عام 1992 أعيد تسمية الحزب إلى الجبهة الديمقراطية الشعبية في عمان التي تكافح سلميا من أجل الديمقراطية. كان الأمين العام للجبهة في 1992 هو عبد العزيز القاضي.